# World RX de Noruega 2015
El World RX de Noruega 2015, oficialmente Naf Rallycross of Norway fue la octava prueba de la Temporada 2015 del Campeonato Mundial de Rallycross. Se celebró del 22 al 23 de agosto de 2015 en el Lånkebanen ubicado en la localidad de Hell, Nord-Trøndelag, Noruega. Esta prueba del campeonato compartió fecha con el Campeonato de Europa de Rallycross. 
La prueba fue ganada por Timmy Hansen quien consiguió su primera victoria de la temporada a bordo de su Peugeot 208, Davy Jeanney su compañero de equipo término en segundo lugar con el otro Peugeot 208 y Robin Larsson finalizó tercero con su Audi A1.
En RX Lites, el noruego Thomas Bryntesson consiguió su segunda victoria en la temporada, fue acompañado en el podio por los suecos Kevin Hansen y Kevin Eriksson.

## Supercar

### Series
| Pos.            | No. | Piloto               | Equipo                          | Auto              | H1    | H2   | H3   | H4   | Pts |
| --------------- | --- | -------------------- | ------------------------------- | ----------------- | ----- | ---- | ---- | ---- | --- |
| 1               | 21  | Timmy Hansen         | Team Peugeot-Hansen             | Peugeot 208       | 3º    | 1º   | 1.º  | 2.º  | 16  |
| 2               | 1   | Petter Solberg       | SDRX                            | Citroën DS3       | 1.º   | 23.º | 4.º  | 1.º  | 15  |
| 3               | 17  | Davy Jeanney         | Team Peugeot-Hansen             | Peugeot 208       | 2.º   | 2.º  | 11.º | 7.º  | 14  |
| 4               | 42  | Timur Timerzyanov    | Namus OMSE                      | Ford Fiesta ST    | 6.º   | 3.º  | 5.º  | 5.º  | 13  |
| 5               | 92  | Anton Marklund       | EKS RX                          | Audi S1           | 7.º   | 6.º  | 3.º  | 8.º  | 12  |
| 6               | 3   | Johan Kristoffersson | Volkswagen Team Sweden          | Volkswagen Polo   | 5.º   | 8.º  | 9.º  | 11.º | 11  |
| 7               | 15  | Reinis Nitišs        | Olsbergs MSE                    | Ford Fiesta ST    | 9.º   | 5.º  | 8.º  | 15.º | 10  |
| 8               | 13  | Andreas Bakkerud     | Olsbergs MSE                    | Ford Fiesta ST    | 22.º  | 4.º  | 13.º | 3.º  | 9   |
| 9               | 4   | Robin Larsson        | Larsson Jernberg Racing Team    | Audi A1           | 11.º  | 11.º | 7.º  | 13.º | 8   |
| 10              | 10  | Mattias Ekström      | EKS RX                          | Audi S1           | 23.º  | 22.º | 2.º  | 4.º  | 7   |
| 11              | 88  | Henning Solberg      | Olsbergs MSE                    | Ford Fiesta ST    | 10.º  | 10.º | 14.º | 16.º | 6   |
| 12              | 55  | Alx Danielsson       | All-Inkl.com Münnich Motorsport | Audi S3           | 8.º   | 15.º | 15.º | 14.º | 5   |
| 13              | 45  | Per-Gunnar Andersson | Marklund Motorsport             | Volkswagen Polo   | 37.º  | 7.º  | 6.º  | 6.º  | 4   |
| 14              | 7   | Manfred Stohl        | World RX Team Austria           | Ford Fiesta       | 18.º  | 9.º  | 20.º | 10.º | 3   |
| 15              | 99  | Tord Linnerud        | Volkswagen Team Sweden          | Volkswagen Polo   | 14.º  | 16.º | 16.º | 12.º | 2   |
| 16              | 28  | Alexander Hvaal      | JC Raceteknik                   | Citroën DS3       | 16..º | 12.º | 18.º | 27.º | 1   |
| 17              | 46  | Mats Öhman           | Mats Öhman                      | Volvo S40         | 26.º  | 18.º | 23.º | 21.º |     |
| 18              | 33  | Liam Doran           | SDRX                            | Citroën DS3       | 20.º  | 25.º | 21.º | 28.º |     |
| 19              | 57  | Toomas Heikkinen     | Marklund Motorsport             | Volkswagen Polo   | DNF   | 17.º | 10.º | 31.º |     |
| 20              | 53  | Daniel Holten        | Eklund Motorsport               | Volkswagen Beetle | DNF   | 31.º | 29.º | 22.º |     |
| 21              | 77  | René Münnich         | All-Inkl.com Münnich Motorsport | Audi S3           | 17.º  | DNF  | 33.º | DNF  |     |
| 22              | 31  | Max Pucher           | World RX Team Austria           | Ford Fiesta       | 30.º  | 36.º | DNF  | 30.º |     |
| 23              | 70  | Christoph Brugger    | World RX Team Austria           | Ford Fiesta       | 29.º  | DNF  | 38.º | 34.º |     |
| 24              | 30  | Ole Kristian Temte   | Ole Kristian Temte              | Citroën C4        | DNF   | DNF  | 36.º | 36.º |     |
| Reporte Oficial |     |                      |                                 |                   |       |      |      |      |     |

- Los 24 pilotos mundialistas disputaron los heats junto a los pilotos del Campeonato de Europa, haciendo que en cada heat corrieran un total de 44 pilotos.

### Semifinales
Semifinal 1
| Pos.            | No. | Piloto          | Equipo                       | Tiempo    | Pts |
| --------------- | --- | --------------- | ---------------------------- | --------- | --- |
| 1               | 21  | Timmy Hansen    | Team Peugeot-Hansen          | 04:02.959 | 6   |
| 2               | 17  | Davy Jeanney    | Team Peugeot-Hansen          | +3.211    | 5   |
| 3               | 4   | Robin Larsson   | Larsson Jernberg Racing Team | +6.172    | 4   |
| 4               | 15  | Reinis Nitišs   | Olsbergs MSE                 | +7.175    | 3   |
| 5               | 92  | Anton Marklund  | EKS RX                       | +7.855    | 2   |
| 6               | 88  | Henning Solberg | Olsbergs MSE                 | +17.029   | 1   |
| Reporte Oficial |     |                 |                              |           |     |

Semifinal 2
| Pos.            | No. | Piloto               | Equipo                          | Tiempo     | Pts |
| --------------- | --- | -------------------- | ------------------------------- | ---------- | --- |
| 1               | 45  | Per-Gunnar Andersson | Marklund Motorsport             | 04:06.216  | 6   |
| 2               | 55  | Alx Danielsson       | All-Inkl.com Münnich Motorsport | +1.804     | 5   |
| 3               | 42  | Timur Timerzyanov    | Namus OMSE                      | +17.812    | 4   |
| 4               | 10  | Mattias Ekström      | EKS RX                          | +35.823    | 3   |
| 5               | 1   | Petter Solberg       | SDRX                            | +1 Vuelta  | 2   |
| 6               | 13  | Andreas Bakkerud     | Olsbergs MSE                    | +2 Vueltas | 1   |
| Reporte Oficial |     |                      |                                 |            |     |

### Final
| Pos.            | No. | Piloto               | Equipo                          | Tiempo     | Pts |
| --------------- | --- | -------------------- | ------------------------------- | ---------- | --- |
| 1               | 21  | Timmy Hansen         | Team Peugeot-Hansen             | 04:02.645  | 8   |
| 2               | 17  | Davy Jeanney         | Team Peugeot-Hansen             | +3.675     | 5   |
| 3               | 4   | Robin Larsson        | Larsson Jernberg Racing Team    | +6.527     | 4   |
| 4               | 55  | Alx Danielsson       | All-Inkl.com Münnich Motorsport | +7.782     | 3   |
| 5               | 45  | Per-Gunnar Andersson | Marklund Motorsport             | +1 Vuelta  | 2   |
| 6               | 42  | Timur Timerzyanov    | Namus OMSE                      | +5 Vueltas | 1   |
| Reporte Oficial |     |                      |                                 |            |     |

## RX Lites

### Series
| Pos.            | No. | Piloto              | Equipo                              | H1  | H2  | H3  | H4  | Pts |
| --------------- | --- | ------------------- | ----------------------------------- | --- | --- | --- | --- | --- |
| 1               | 16  | Thomas Bryntesson   | TBRX                                | 1º  | 1º  | 2º  | 12º | 16  |
| 2               | 71  | Kevin Hansen        | Peugeot Red Bull Hansen Junior Team | 2º  | DNF | 1º  | 1º  | 15  |
| 3               | 39  | Kevin Eriksson      | Olsbergs MSE                        | 5º  | 2º  | 3º  | 2º  | 14  |
| 4               | 99  | Joachim Hvaal       | JC Raceteknik                       | 3º  | 3º  | 4º  | 3º  | 13  |
| 5               | 52  | Simon Olofsson      | Simon Olofsson                      | 4º  | 5º  | 5º  | 6º  | 12  |
| 6               | 20  | Oscar Solberg       | Olsbergs MSE                        | DNF | 4º  | 7º  | 4º  | 11  |
| 7               | 98  | Oliver Eriksson     | Olsbergs MSE                        | 6º  | 6º  | 11º | 5º  | 10  |
| 8               | 51  | Sandra Hultgren     | Olsbergs MSE                        | 8º  | 10º | 6º  | 7º  | 9   |
| 9               | 69  | Martin Kaczmarski   | Lotto Team                          | 9º  | 8º  | 8º  | 9º  | 8   |
| 10              | 8   | Simon Wago Syversen | SET Promotion                       | 11º | 7º  | 10º | 8º  | 7   |
| 11              | 7   | Krzysztof Holowczyc | Lotto Team                          | 7º  | DNF | 9º  | 10º | 6   |
| 12              | 56  | Thomas Holmen       | Thomas Holmen                       | 10º | 9º  | 12º | 11º | 5   |
| Reporte Oficial |     |                     |                                     |     |     |     |     |     |

### Semifinales
Semifinal 1
| Pos.            | No. | Piloto              | Equipo         | Tiempo    | Pts |
| --------------- | --- | ------------------- | -------------- | --------- | --- |
| 1               | 16  | Thomas Bryntesson   | TBRX           | 04:16.839 | 6   |
| 2               | 39  | Kevin Eriksson      | Olsbergs MSE   | +0.285    | 5   |
| 3               | 52  | Simon Olofsson      | Simon Olofsson | +1.178    | 4   |
| 4               | 7   | Krzysztof Holowczyc | Lotto Team     | +3.764    | 3   |
| 5               | 98  | Oliver Eriksson     | Olsbergs MSE   | +4.905    | 2   |
| 6               | 69  | Martin Kaczmarski   | Lotto Team     | +6.446    | 1   |
| Reporte Oficial |     |                     |                |           |     |

Semifinal 2
| Pos.            | No. | Piloto              | Equipo                              | Tiempo     | Pts |
| --------------- | --- | ------------------- | ----------------------------------- | ---------- | --- |
| 1               | 71  | Kevin Hansen        | Peugeot Red Bull Hansen Junior Team | 04:13.568  | 6   |
| 2               | 20  | Oscar Solberg       | Olsbergs MSE                        | +3.324     | 5   |
| 3               | 51  | Sandra Hultgren     | Olsbergs MSE                        | +5.714     | 4   |
| 4               | 99  | Joachim Hvaal       | JC Raceteknik                       | +7.564     | 3   |
| 5               | 8   | Simon Wago Syversen | SET Promotion                       | +7.952     | 2   |
| 6               | 56  | Thomas Holmen       | Thomas Holmen                       | +6 Vueltas | 1   |
| Reporte Oficial |     |                     |                                     |            |     |

### Final
| Pos.            | No. | Piloto            | Equipo                              | Tiempo    | Pts |
| --------------- | --- | ----------------- | ----------------------------------- | --------- | --- |
| 1               | 16  | Thomas Bryntesson | TBRX                                | 04:14.614 | 8   |
| 2               | 71  | Kevin Hansen      | Peugeot Red Bull Hansen Junior Team | +1.074    | 5   |
| 3               | 39  | Kevin Eriksson    | Olsbergs MSE                        | +2.022    | 4   |
| 4               | 52  | Simon Olofsson    | Simon Olofsson                      | +2.563    | 3   |
| 5               | 20  | Oscar Solberg     | Olsbergs MSE                        | +4.482    | 2   |
| 6               | 51  | Sandra Hultgren   | Olsbergs MSE                        | +5.866    | 1   |
| Reporte Oficial |     |                   |                                     |           |     |

## Campeonatos tras la prueba
| Pos | Piloto               | Pts | Dif |
| --- | -------------------- | --- | --- |
| 1   | Petter Solberg       | 193 |     |
| 2   | Timmy Hansen         | 152 | +41 |
| 3   | Andreas Bakkerud     | 140 | +53 |
| 4   | Davy Jeanney         | 139 | +54 |
| 5   | Johan Kristoffersson | 135 | +58 |

| Pos | Piloto            | Pts | Dif |
| --- | ----------------- | --- | --- |
| 1   | Kevin Hansen      | 105 |     |
| 2   | Kevin Eriksson    | 96  | +9  |
| 3   | Thomas Bryntesson | 82  | +23 |
| 4   | Simon Olofsson    | 72  | +33 |
| 5   | Joachim Hvaal     | 58  | +47 |

- Nota: Sólo se incluyen las cinco posiciones principales.